# La Chapelle-Bâton (Vienne)
La Chapelle-Bâton ist ein westfranzösischer Ort und eine Gemeinde (commune) mit 350 Einwohnern (Stand 1. Januar 2022) im Département Vienne in der Region Nouvelle-Aquitaine (vor 2016 Poitou-Charentes). Die Gemeinde gehört zum Arrondissement Montmorillon und zum Kanton Civray (bis 2015 Charroux). Die Einwohner werden Chapellois genannt.

## Lage
La Chapelle-Bâton liegt etwa 50 Kilometer südlich von Poitiers. Umgeben wird La Chapelle-Bâton von den Nachbargemeinden Saint-Romain im Norden und Nordwesten, Château-Garnier im Norden, Joussé im Nordosten, Payroux im Osten und Nordosten, Charroux im Süden, Savigné im Westen und Südwesten sowie Champniers im Westen und Nordwesten.

## Bevölkerungsentwicklung
| Jahr                      | 1962 | 1968 | 1975 | 1982 | 1990 | 1999 | 2006 | 2012 |
| Einwohner                 | 721  | 634  | 557  | 507  | 487  | 390  | 376  | 341  |
| Quelle: Cassini und INSEE |      |      |      |      |      |      |      |      |

## Sehenswürdigkeiten

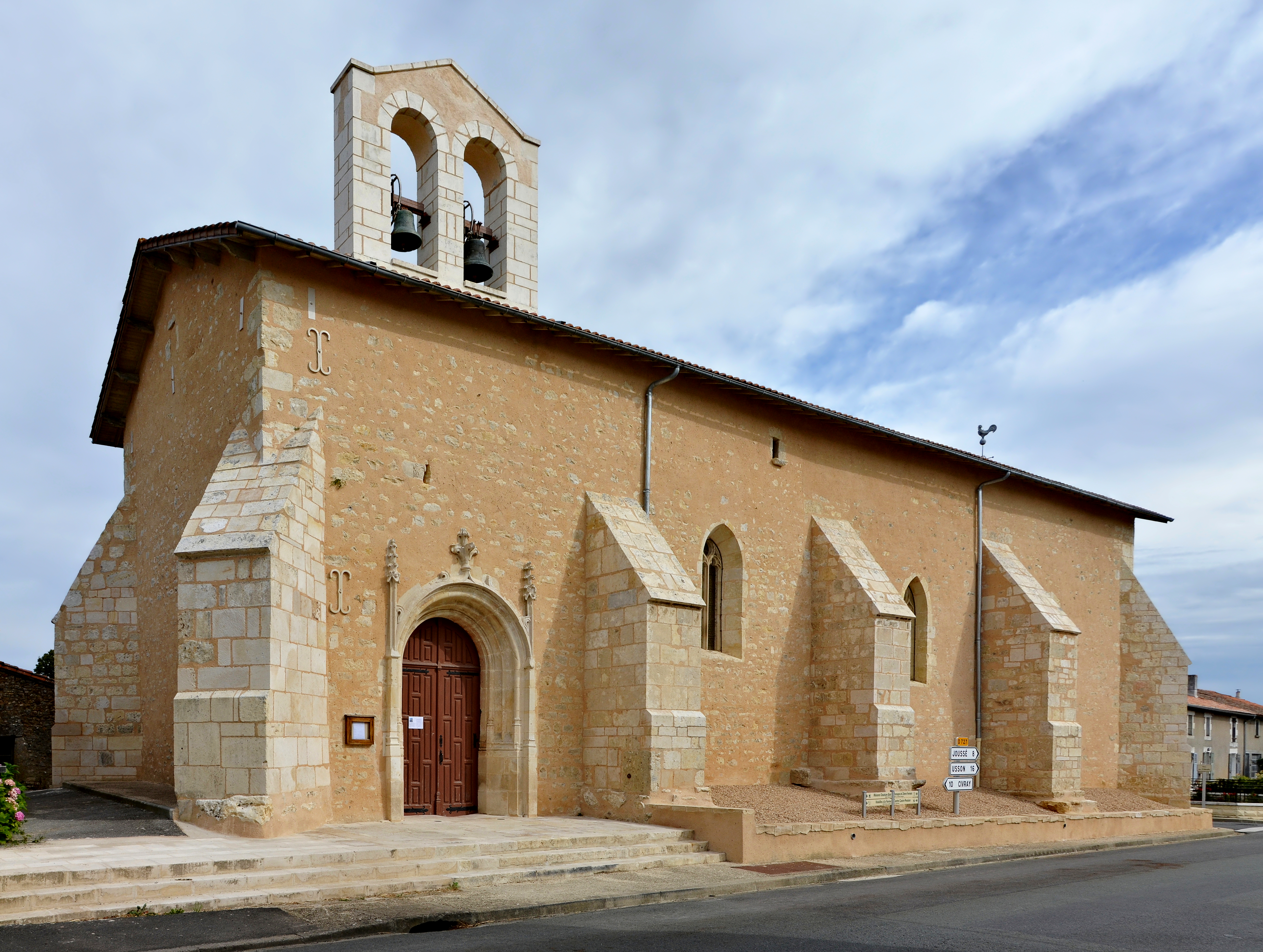
Kirche Saint-Pierre

Siehe auch: Liste der Monuments historiques in La Chapelle-Bâton (Vienne)
- Kirche St-Pierre aus dem 15./16. Jahrhundert, Monument historique
- Romanische Kapelle